# Samenstelling van de Aarde

Schematische samenstelling van de Aarde

De chemische samenstelling van de Aarde is de hoeveelheden van alle scheikundige elementen in de Aarde. Deze worden meestal gegeven in massapercentages. De Aarde bestaat uit verschillende chemische reservoirs (bijvoorbeeld atmosfeer, hydrosfeer, aardkorst, aardmantel en aardkern) die zeer uiteenlopende chemische samenstellingen hebben. De chemische samenstelling van de gemiddelde Aarde (Engels: bulk Earth composition) is een optelsom van al deze reservoirs.
Omdat niet alle reservoirs direct meetbaar zijn is de chemische samenstelling van de gemiddelde Aarde niet precies bekend, maar er zijn door bepaalde aannames te doen een aantal betrouwbare modellen opgesteld. Deze worden gebruikt in wetenschappelijke theorieën in de geochemie, geologie en astrofysica.

## Samenstelling van de Aarde in cijfers
Er kan een vrij nauwkeurige schatting worden gemaakt van de chemische samenstelling van de Aarde, waaruit blijkt dat acht elementen tezamen ongeveer 98,8 % van de massa vormen:
- ijzer: 35 %
- zuurstof: 29 %
- silicium: 15 %
- magnesium: 13%
- nikkel: 2,5 %
- zwavel: 2,0 %
- calcium: 1,2 %
- aluminium: 1,1 %

## Reservoirs binnen de Aarde
De Aarde wordt naar chemische samenstelling verdeeld in drie delen, van buiten naar binnen zijn dat de aardkorst, de aardmantel en de aardkern. Naar natuurkundige eigenschappen wordt een onderscheid gemaakt tussen een lithosfeer, een asthenosfeer, een mesosfeer en een binnen- en buitenkern. Voor de samenstelling is alleen de chemische indeling van belang.
Dankzij seismologische waarnemingen weten we wel hoe groot de dichtheid en daarom de massa van de diverse delen (reservoirs) van de Aarde is.
- De aardkorst kan direct worden waargenomen en maakt ongeveer 1 % van het volume en 0,5 % van de massa van de Aarde uit (gemiddelde dichtheid 2800 kg/m3). Er bestaan grote dichtheidsverschillen in de korst, tussen continentale en oceanische korst maar ook tussen de verschillende gesteenten waar deze uit zijn opgebouwd.
- de aardmantel neemt ongeveer 83 % van het volume en 67,5 % van de massa van de Aarde in. De gemiddelde dichtheid van de mantel is 4500 kg/m3. Hoewel materiaal uit de hogere delen van de mantel aan het oppervlak komt, gaat men ervan uit dat dit niet representatief is voor de hele mantel.
- de aardkern, die ongeveer 16 % van het volume en 32 % van de massa van de Aarde uitmaakt, heeft een gemiddelde dichtheid van 11.000 kg/m3. Aangezien de korst en mantel ten opzichte van de samenstelling van de gehele Aarde verarmd zijn in ijzer en nikkel én dankzij seismologische metingen, weet men dat de kern voornamelijk uit deze elementen moet bestaan.

### Samenstelling van de korst
Dankzij seismologisch en geochemisch onderzoek is bekend dat de Aarde scheikundig gezien bestaat uit grofweg drie lagen. De buitenste laag wordt de aardkorst genoemd. Deze laag waarop zich al het leven op de Aarde afspeelt, is met een dikte van tien kilometer de dunste en bestaat uit verschillende materialen. De oceanische korst bestaat uit zwaardere gesteenten zoals basalt (mafisch) en is dunner. De wat dikkere continentale korst bestaat uit lichtere gesteenten, zoals graniet (felsisch). Meestal vormt de korst samen met het bovenste deel van de mantel de lithosfeer. Op sommige (zeldzame) plekken op de Aarde is de korst echter afwezig en komt zogenaamd mantelgesteente aan het oppervlak.

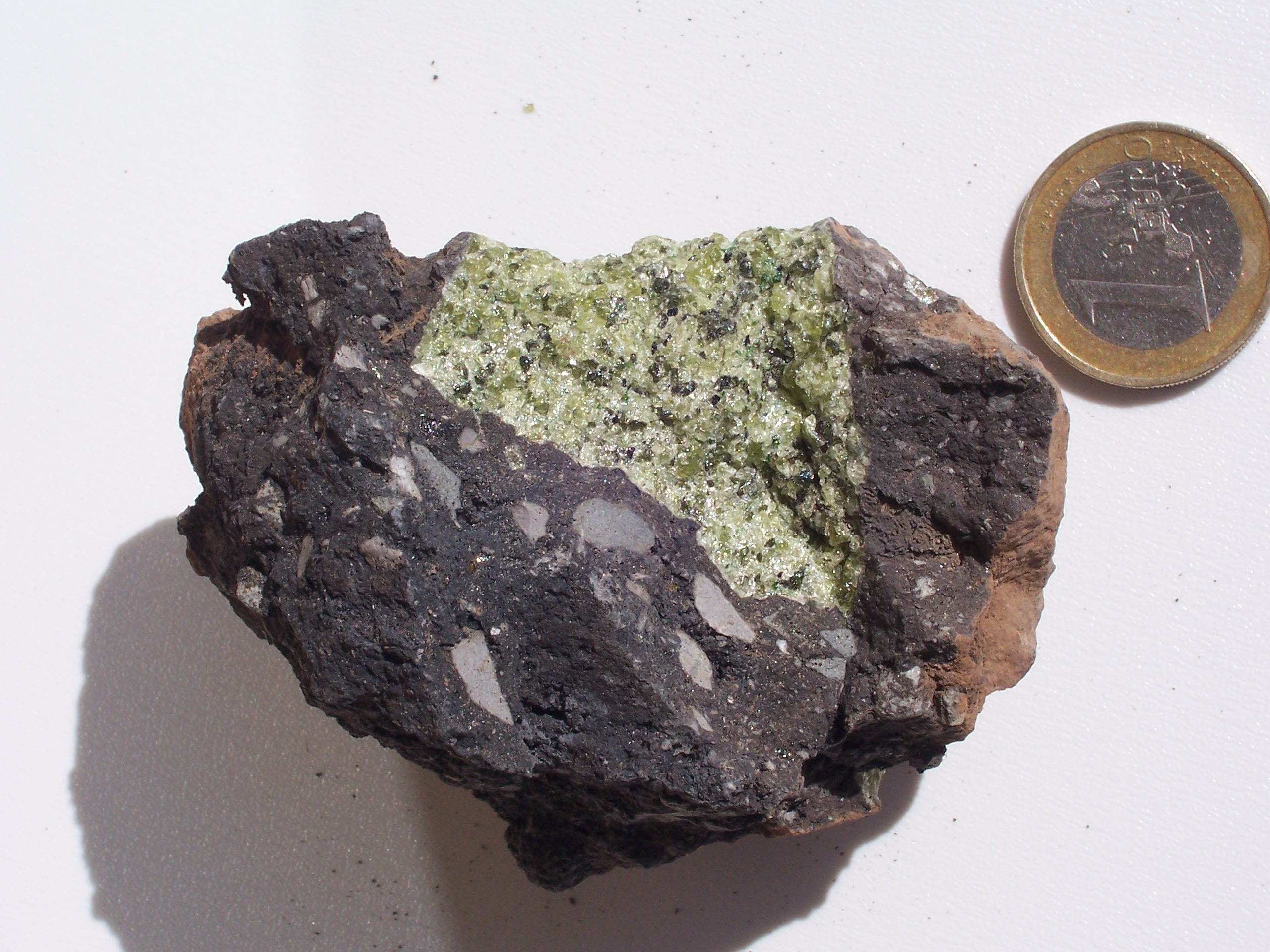
Een vulkanische bom bestaande uit (zwarte) lava. In de lava is een groen fragment (een zogenaamde xenoliet) te zien, dat bestaat uit peridotiet, het gesteente waaruit de mantel grotendeels bestaat. Het fragment is bij het omhoogkomen van de lava van diep in de Aarde meegekomen.

### Samenstelling van de mantel
Na 10 tot 80 kilometer diepte begint de mantel, die zowel in dikte, massa als volume vele malen groter is dan de korst. De mantel is ongeveer 2900 kilometer dik en kan in twee lagen worden ingedeeld. De buitenmantel heeft een temperatuur van tussen de 1400 en 3000 graden Celsius. In de binnenmantel is het 3000 graden Celsius, maar door de hoge druk verkeert het materiaal daar in vaste toestand. In de mantel vindt door convectie warmtestroming plaats, waarmee de Aarde haar inwendige warmte kwijtraakt. Deze stroming drijft de platentektoniek in de bovenliggende korst aan. Andere plekken waar heet materiaal omhoog stroomt zijn de zogenaamde hotspots. De mantelstromingen hebben snelheden van enkele centimeters per jaar.
Het feit dat zgn. "transversale" trillingen zich door de mantel verplaatsen, bewijst dat de mantel vast is. Het lijkt vreemd dat er "stromingen" plaatsvinden in het vaste materiaal van de mantel. Vaste stoffen zijn bij hoge temperatuur en druk echter flexibeler dan bij lage, ze gaan dan plastisch gedrag vertonen.
De mantel bestaat uit ultramafisch gesteente, dat peridotiet wordt genoemd. Men neemt aan dat peridotiet normaal gesproken de samenstelling van lherzoliet heeft. Waar de convectiestroming omhoog beweegt, zal de lherzoliet door het wegvallen van de druk partieel smelten, waarbij kristalfractionatie plaatsvindt. De smelt kan een mafische samenstelling hebben en onder mid-oceanische ruggen magmareservoirs vormen. De achterblijvende peridotiet wordt "verarmd" genoemd, dit gesteente heet harzburgiet.
Volgens de platentektoniek zinken op sommige plekken (subductiezones) stukken oceanische korst de mantel in. Dankzij tomografie kan dit proces tegenwoordig ook in beeld gebracht worden. Daarbij is gebleken dat de subducerende (mafische) slabs op geologische tijdschalen tot aan de bovengrens van de kern kunnen doordringen, hoewel dit niet altijd met zekerheid gebeurt. Eenmaal in de mantel verontreinigen de slabs het mantelmateriaal. In de mantel vormt de gabbro en basalt om tot eclogiet. Bovenaan de subducerende plaat bevinden zich sedimenten en veel vluchtige bestanddelen zoals water of gassen. Als dit materiaal op diepte komt zal het voor partieel smelten zorgen. De smelt stijgt op, dwars door de bovenliggende mantel (de mantelwig heen, waarbij door metasomatisme grote volumes mantelmateriaal kunnen worden omgezet.

### Samenstelling van de kern
Na zo'n 2900 kilometer (de zogenaamde Wiechert-Gutenbergdiscontinuïteit) begint het eigenlijke binnenste gedeelte van de Aarde, ook wel de kern genaamd. Deze kern bestaat vooral uit ijzer, nikkel en nog wat andere elementen en heeft ook weer een binnen- en buitenkern. De buitenkern is vloeibaar en ongeveer 2200 kilometer dik en de binnenkern is vast en zo'n 1250 kilometer dik. Doordat de Aarde draait, spint de buitenkern om de binnenkern en dat heeft dan weer het magnetisme van de Aarde tot gevolg. Dit magnetisme wordt al 900 jaar door zeelui gebruikt om door middel van een kompas de weg te vinden op de Aarde. Het beïnvloedt ook de elektrisch geladen deeltjes buiten de atmosfeer van de Aarde, tot meer dan 60.000 kilometer in de ruimte!

## Het bepalen van de gemiddelde samenstelling
We kennen het inwendige van de Aarde alleen langs indirecte weg. Geen enkel boorgat gaat meer dan een paar kilometer diep, en de weinige gesteenten aan de oppervlakte waarvan bekend is dat ze uit de allerdiepste delen van de korst of bovenste delen van de mantel afkomstig zijn, zijn vaak sterk beïnvloed door metamorfose, metasomatisme of verwering. De precieze chemische samenstelling van de mantel en de kern is daarom niet direct te meten zodat niet alle details hierover bekend zijn. Om de samenstelling van deze twee reservoirs te bepalen worden een aantal aannames gedaan.

### Vorming van de Aarde in de Zonnenevel
Ten eerste wordt aangenomen dat de Aarde (en de rest van het Zonnestelsel) is ontstaan door accretie in de Zonnenevel, een platte schijf van gas en stof. In de binnenste delen van de Zonnenevel lag de temperatuur hoger dan in de buitenste delen, waardoor condensatie van stof en ijs pas buiten een bepaalde afstand van het binnenste van de Zonnenevel mogelijk was. Na de geboorte van de Zon werd al het fijne gas door de zonnewind weggeblazen zodat dit in de binnenste delen van het Zonnestelsel tegenwoordig minder voorkomt. Dit verklaart waarom de gasplaneten relatief meer lichte verbindingen bevatten. Als deze theorie waar is zal de Aarde gemiddeld dezelfde samenstelling hebben als het deel van de Zonnenevel had waarin ze ontstond.

### Het chondrietmodel
Door accretie in de Zonnenevel werden grotere lichamen, zogenaamde planetesimalen, gevormd. Deze waren nog lang niet zo groot als echte planeten, maar hadden een massa groot genoeg om differentiatie in hun binnenste op gang te krijgen: zwaardere elementen trokken zich samen in het massamiddelpunt, lichtere trokken naar de buitenkant van het lichaam. Er was in de Zonnenevel ook materiaal aanwezig dat niet zover accretiseerde, dat planetesimalen ontstonden. Tegenwoordig bevindt het meeste van dit overgebleven materiaal zich op twee plekken in het Zonnestelsel: in de planetoïdengordel buiten de baan van de planeet Mars en in de Kuipergordel buiten de baan van de planeet Neptunus. Soms slaat zulk materiaal in op de Aarde zodat het kan worden gevonden als meteorieten, ruimtegesteente.
De classificatie van meteorieten laat zien dat er een groot aantal soorten meteorieten is. De belangrijkste soorten meteorieten zijn:
- siderieten, die veel metalen, relatief zware elementen, bevatten;
- achondrieten, die veel silicaten bevatten, verbindingen waarin silica (SiO2) voorkomt;
- soorten waarin zowel metalen als silicaten voorkomen;
- chondrieten.

Alleen chondrieten hebben geen sporen van metamorfose door hoge temperaturen, andere typen hebben dat wel. De conclusie die men hieruit trekt is dat de andere meteorieten brokstukken zijn van bij onderlinge botsingen uit elkaar geslagen planetesimalen, waarin differentiatie heeft plaatsgevonden. De metaalrijke meteorieten zijn brokstukken van de binnenste gedeelten, de silicaatrijke meteorieten brokstukken van de buitenste gedeelten van deze planetesimalen. De chondrieten zijn de enige soort meteorieten die geen differentiatie hebben ondergaan en daarom nog de oorspronkelijke chemische samenstelling van de Zonnenevel hebben. Ze hebben daarom dezelfde chemische samenstelling als de gemiddelde Aarde.
Desondanks hebben chondrieten voor ze op de Aarde insloegen vaak blootgestaan aan verweringsprocessen in de ruimte. Ook zijn er veel verschillende soorten chondrieten. Aangenomen wordt dat zogenaamde C1-chondrieten het dichtst bij de oorspronkelijke samenstelling van de Zonnenevel zitten.
Een ander reservoir in het Zonnestelsel waarvan gedacht wordt dat het dezelfde samenstelling van elementen heeft als de Zonnenevel is de fotosfeer van de Zon. Door middel van spectrometrie is deze samenstelling nauwkeurig bepaald en deze blijkt, op vluchtige elementen na, bijna gelijk te zijn aan die van chondrieten. Deze waardes voor de gemiddelde chemische samenstelling van de Aarde worden het chondritische Aarde-model genoemd. De vluchtige elementen worden verondersteld grotendeels door de zonnewind uit de binnenste delen van het Zonnestelsel te zijn geblazen voordat de terrestrische planeten genoeg massa hadden om ze in grote hoeveelheden in te vangen. De samenstelling die de zonnenevel had voor dit fractionatieproces zou ongeveer gelijk geweest zijn aan de huidige fotosfeer van de Zon, dit wordt het CHUR-model genoemd.

## Differentiatie na de vorming van de Aarde

### Vorming van de aardkern
Na en tijdens de accretie van de Aarde vond in de planeet differentiatie van elementen plaats. Elementen gedragen zich verschillend, afhankelijk van hun valentie en ionradius. Naar affiniteit met een bepaalde fase kunnen een aantal soorten elementen worden onderscheiden. Siderofiele elementen gaan in metallische fasen zitten, lithofiele elementen in silicaten en chalcofiele elementen in sulfiden of oxiden.
Het eerste differentiatieproces was de vorming van een metallische kern en een silicaatrijk omhulsel, dat later de mantel en korst zou gaan vormen (deze protomantel wordt de primordiale mantel genoemd). De vorming van de aardkern of haar voorlopers in planetesimalen moet al zeer vroeg hebben plaatsgevonden. Toen in het binnenste van de groeiende planetesimalen de temperatuur hoog genoeg was kon partieel smelten van metalen plaatsvinden. De siderofiele elementen gaan bij dit opsmelten in de zwaardere metallische smelt zitten terwijl de lithofiele elementen in de vaste fase blijven. Wanneer de smeltlichamen voldoende groot groeien om door de vaste silicaten van de mantel heen te zinken worden zodoende de siderofiele elementen van de lithofiele gescheiden.
Fractionatie tijdens partieel smelten van metalen is echter niet genoeg om de verschillen tussen de samenstellingen van de kern en de primordiale mantel te verklaren. Modellen voor fractionatie onder hoge druk laten al betere waarden zien, maar nog steeds komen de modellen niet goed overeen met de waargenomen samenstellingen van kern en primordiale mantel. De conclusie die hieruit kan worden getrokken is dat de vorming van de kern niet in één continue fase is gegaan maar in meerdere grote stappen van fractionatie. Een andere hypothese is dat de mantel continu wordt verarmd in siderofiele elementen doordat deze elementen als partiële smelt naar de kern zinken.
De samenstelling van de primordiale mantel is rijker in siderofiele elementen dan mag worden verwacht. Dit wordt verklaard door aan te nemen dat na de vorming van de kern nog steeds planetesimalen in bleven slaan. Het materiaal waaruit deze waren opgebouwd mengde zich met de primordiale mantel waardoor deze meer siderofiele elementen ging bevatten.

### De Grote Inslag en de magma-oceaan
Om verschillende redenen wordt aangenomen dat zo'n 10 miljoen jaar na de vorming van de proto-Aarde een andere planetesimaal ter grootte van de planeet Mars op de Aarde botste. Een groot deel van de primordiale mantel werd de ruimte ingeslingerd, een gedeelte zou zich weer bij de Aarde voegen terwijl uit een ander gedeelte de Maan vormde. De energie van de inslag was groot genoeg om de gehele mantel te doen smelten, zodat de Aarde vlak na de inslag een vloeibare mantel moet hebben gehad, een zogenaamde magma-oceaan.
Het blijkt echter zeer moeilijk hiervoor bewijzen te vinden in de samenstelling van de Aarde. Tegenwoordig is alleen de bovenmantel partieel gesmolten, een magma-oceaan betekent dat tot 2900 km diep vloeibare magma voorkwam. Dit had twee gevolgen: een geheel vloeibare mantel moet veel sneller geconvecteerd hebben, maar ook dat kristallisatie van mineralen op veel grotere diepte plaats kon vinden dan tegenwoordig. Dat zou betekenen dat de huidige mantel (oude) kristallen moet bevatten waarin geobarometers hoge diepten aangeven. Een voorbeeld van zo'n geobarometer is de lutetium-hafnium-verhouding. Oude kristallen van het mineraal zirkoon laten meestal geen hogere diepten zien. Men neemt daarom aan dat de convectie zo sterk moet zijn geweest dat alle uitgekristalliseerde mineralen weer omhoog werden gevoerd en daar weer smolten, zodat geen fractionatie kon plaatsvinden in de magma-oceaan.

### Vorming van de atmosfeer
Verondersteld wordt dat de Aarde voor de inslag een oeratmosfeer moet hebben gehad die bestond uit gassen van vluchtige elementen. Deze gassen waren afkomstig van inslaande meteorieten en planetesimalen maar ook van ontgassen van de vaste Aarde. Dit laatste vindt plaats door metamorfe reacties waarbij bijvoorbeeld kooldioxide, water of methaan vrijkomt. Als de huidige atmosfeer uit deze oeratmosfeer was ontstaan, dan zou deze dezelfde samenstelling van gassen in de CHUR hebben gehad. De concentratie van de isotoop xenon-129 in de huidige atmosfeer is echter hooguit 1% van wat verwacht zou worden. Xenon-129 is het dochterelement van jodium-129, een zeer instabiele isotoop die niet lang na de vorming van het Zonnestelsel vrijwel moet zijn verdwenen. Het feit dat de aardatmosfeer minder xenon-129 bevat wijst erop dat ze later is ontstaan, waardoor ze nooit veel jodium-129 heeft bevat. De verarming in xenon-129 van de atmosfeer is zo sterk dat mag worden verondersteld dat de oeratmosfeer helemaal verdwenen is tijdens de Grote Inslag.
Over het wegblazen van de gehele atmosfeer zijn verschillende modellen. Een mogelijkheid is dat de mechanische versnelling van gasdeeltjes als gevolg van de inslag zorgde dat deze de ruimte in geslingerd werden. Modellen laten echter zien dat deze manier waarop gassen kunnen ontsnappen niet efficiënt werkt. Een ander model is zogenaamde thermal escape. Tegenwoordig kunnen de twee lichtste gassen, waterstof en helium, in de exosfeer ontsnappen aan de zwaartekracht van de Aarde en de ruimte in bewegen. Een Grote Inslag kan de temperatuur in de exosfeer echter dusdanig hebben verhoogd, dat ook andere gasmoleculen konden ontsnappen. Een derde model is hydrodynamische ontsnapping, dit houdt in dat de snelheid van moleculen door diffusie tijdens botsingen verspreid wordt. Zeer snel van de Aarde af bewegende lichte moleculen (versneld door de inslag) kunnen zwaardere zo sterk versneld hebben dat ze aan de zwaartekracht konden ontsnappen.